# Gibson Gowland
Gibson Gowland (Spennymoor, 4 gennaio 1877 – Londra, 9 settembre 1951) è stato un attore britannico.

## Biografia
Nato a Spennymoor, nella contea di Durham, Gowland lavorò per diversi anni come marinaio. In Sudafrica, durante uno dei suoi viaggi, organizzò una compagnia teatrale a Johannesburg e iniziò in quell'occasione a recitare. In seguito si trasferì in Canada e nel 1913 negli Stati Uniti, dove sposò Beatrice Bird e con lei si stabilì a Hollywood, recitando in numerose piccole parti. Dal matrimonio con la Bird, Gowland ebbe un figlio, Peter, nato nel 1916 e divenuto attore e fotografo.
Dopo la breve carriera teatrale, alla metà degli anni dieci Gowland passò al cinema e recitò in Nascita di una nazione di David W. Griffith, continuando la carriera in ruoli prevalentemente di caratterista. Il suo unico ruolo da protagonista fu nel film Rapacità (1924) di Erich von Stroheim, una pellicola entrata nella storia del cinema, basata sul romanzo McTeague di Frank Norris, e interpretata anche da ZaSu Pitts e Jean Hersholt. La lavorazione del film fu particolarmente travagliata, con estenuanti riprese in esterni che costrinsero gli attori e la troupe a girare le sequenze nel deserto californiano in condizioni estreme. Anche la fase di post produzione fu controversa, con numerosi tagli alla pellicola che ridussero a un quinto la lunghezza originale dell'opera. Gowland diede comunque un'interpretazione memorabile del rozzo dentista John McTeague, un uomo che si rovina l'esistenza e va incontro alla morte a causa della propria irrefrenabile avidità.
Tra le altre interpretazioni di Gowland, da ricordare quella della guida alpina Sepp in Mariti ciechi (1919), anch'esso diretto da von Stroheim, e di Simon Buquet nella versione cinematografica de Il fantasma dell'Opera (1925), interpretata da Lon Chaney. Ancor prima dell'avvento del sonoro, la carriera di Gowland iniziò la sua parabola discendente. L'attore recitò durante tutti gli anni trenta, ma i ruoli si fecero sempre meno consistenti e - salvo rare eccezioni - nemmeno accreditati nei titoli. Tra le sue interpretazioni in questo decennio, da ricordare quella nel film britannico  The Secret of the Loch (1934), in cui impersonò un superstizioso servitore scozzese, ruolo che gli fornì l'occasione per cambiare registro interpretativo, ma che non servì a risollevare quella che era stata un'eccellente carriera hollywoodiana.
Rientrato definitivamente in Inghilterra nel 1944, Gowland morì a Londra nel 1951, all'età di 74 anni, e fu sepolto al Golders Green Crematorium.

## Filmografia parziale
- Jewel, regia di Phillips Smalley e Lois Weber (1915)
- Nascita di una nazione (The Bird of a Nation), regia di David Wark Griffith (1915)
- Pennington's Choice, regia di William Bowman (1915)
- The Secret of Black Mountain, regia di Otto Hoffman (1917)
- Under Handicap, regia di Fred J. Balshofer (1917)
- Molly Entangled, regia di Robert Thornby (1917)
- Mariti ciechi (Blind Husbands), regia di Erich von Stroheim (1919)
- Behind the Door, regia di Irvin Willat (1919)
- The Right of Way, regia di John Francis Dillon (1920)
- Ladies Must Live, regia di George Loane Tucker (1921)
- The Harbour Lights, regia di Tom Terriss (1923)
- Love and Glory, regia di Rupert Julian (1924)
- The Border Legion, regia di William K. Howard (1924)
- The Red Lily, regia di Fred Niblo (1924)
- Rapacità (Greed), regia di Erich von Stroheim (1924)
- The Prairie Wife, regia di Hugo Ballin (1925)
- Il fantasma dell'Opera (The Phantom of the Opera), regia di Rupert Julian (1925)
- Don Giovanni e Lucrezia Borgia (Don Juan), regia di Alan Crosland (1926)
- Aurora (Sunrise: A Song of Two Humans), regia di Friedrich Wilhelm Murnau (1927)
- The Isle of Forgotten Women, regia di George B. Seitz (1927)
- Rose Marie, regia di Lucien Hubbard (1928)
- L'isola misteriosa (The Mysterious Island), regia di Benjamin Christensen, Lucien Hubbard, Maurice Tourneur (1929)
- Il porto dell'inferno (Hell Harbor), regia di Henry King (1930)
- Il vampiro del mare (Sea Bat), regia di Lionel Barrymore, Wesley Ruggles (1930)
- La sposa nella tempesta (A House Divided), regia di William Wyler (1931)
- Nordpol - Ahoi!, regia di Andrew Marton (1934)
- The Secret of the Loch, regia di Milton Rosmer (1934)
- La vita privata di Don Giovanni (The Private Life of Don Juan), regia di Alexander Korda (1934)
- La moglie del generale Ling (Wife of General Ling), regia di Ladislao Wajda (1937)
- L'uomo lupo (The Wolf Man), regia di George Waggner (1941)
- La banda Pelletier (Crossroads), regia di Jack Conway (1942)